# Gazeta Olsztyńska
Gazeta Olsztyńska – gazeta regionalna ukazująca się w województwie warmińsko-mazurskim, powstała 6 kwietnia 1970 roku z przemianowania „Głosu Olsztyńskiego”.

## Historia
W 1975 roku średni nakład roczny „Gazety” wyniósł 117 094. W okresie strajku w Olsztyńskich Zakładach Graficznych (drukarni „Gazety Olsztyńskiej”), w sierpniu 1981 roku gazetę drukowano w Komitecie Wojewódzkim PZPR na powielaczu w małym formacie, potem w Wyższej Szkole Milicji w Szczytnie i wojskowej drukarni w Łodzi. Po ogłoszeniu 13 grudnia 1981 roku stanu wojennego w Polsce ukazywały się jedynie „Trybuna Ludu” (organ PZPR), „Żołnierz Wolności” (gazeta wojska polskiego) oraz kilka dzienników regionalnych, wśród których znalazła się również „Gazeta Olsztyńska”, którą uważano wówczas za organ prasowy Komitetu Wojewódzkiego PZPR w Olsztynie.
Rok 1986 świętowano jako setną rocznicę ukazania się pierwszego numeru „Gazety Olsztyńskiej”, zawłaszczono w ten sposób tradycję „Gazety” Pieniężnych. Wtedy też „Gazeta Olsztyńska” została udekorowana Krzyżem Kawalerskim Orderu Odrodzenia Polski. Po 1989 roku i zmianach politycznych w Polsce „Gazeta Olsztyńska” wciąż pozostawała oficjalnym organem PZPR, lecz usunięto z winiety hasło o proletariuszach („Proletariusze wszystkich krajów łączcie się!”) zastępując je Czwartą Prawdą Związku Polaków w Niemczech z 1938 roku: „Co dzień Polak Narodowi służy”. Gdy w 1990 roku weszła w życie ustawa o likwidacji koncernu RSW powołano specjalną komisję likwidacyjną.
Od 1 stycznia 1999 roku Gazeta Olsztyńska ukazuje się na obszarze całego województwa warmińsko-mazurskiego poza powiatami ziemskimi Elbląg i Braniewo i miastem Elbląg. Na wspomnianym obszarze ukazuje się jako Dziennik Elbląski – codzienna gazeta poruszająca istotne tematy dla społeczności Elbląga, Pasłęka, Fromborka oraz Braniewa.
W listopadzie 1999 roku „Gazeta Olsztyńska” przeszła pierwszą rewolucję związana ze zmianą formatu i szaty graficznej, na nowoczesną i bardziej konkurencyjną na rynku. Kolejna zmiana szaty graficznej nastąpiła w maju 2004 r. Zmiany w wyglądzie „Gazety Olsztyńskiej” miały miejsce też w grudniu 2006 r. W sierpniu 2012 roku „Gazeta Olsztyńska” wprowadziła nowy kwadratowy format wydania sobotniego, które w większości stało się wydaniem skupionym na reportażach i wywiadach z ciekawymi ludźmi. Najnowsza zmiana szaty graficznej miała miejsce w 2015 roku.
Obecnie „Gazeta Olsztyńska” wchodzi w skład spółki Grupa WM, która posiada własną drukarnię przy ul.Trackiej 5 w Olsztynie. Prezesem spółki jest Jarosław Tokarczyk. Firma wykupiła kilka gazet lokalnych w północnym Mazowszu od Radosława Borkowskiego, m.in. „Kurier Żuromiński”, „Kurier Mławski”, „Kurier Makowski”, „Kurier Przasnyski”, „Nowy Kurier Pułtuski”. Wszystkie tytuły połączyła spółka „Mazowieckie Media”. Do grupy należy także sieć tematycznych i lokalnych portali internetowych w tym serwis WM.pl. Szefem serwisów internetowych jest Michał Orłowski, który od 2015 pełni także funkcję zastępcy redaktora naczelnego. "Gazeta Olsztyńska" od 2008 roku posiada także własną telewizję internetową zatytułowaną "GO TV".
Wydanie „Gazety Olsztyńskiej”, które ukazało się 20 września 2015 roku zostało przetłumaczone na język migowy. 1 października 2016 roku, nowym redaktorem naczelnym Gazety Olsztyńskiej został Igor Hrywna.
We wrześniu 2021 roku Andrzej Senkowski, założyciel firmy Polcar, wykupił 95% udziałów w Grupie WM, wydawcy Gazety Olsztyńskiej. Pozostałe 5% utrzymał Jarosław Tokarczyk. Nowym Prezesem Zarządu został Maciej Matera, który kilka tygodni później objął również stanowisko redaktora naczelnego.

## Redaktorzy naczelni Głosu Olsztyńskiego i Gazety Olsztyńskiej
- 1951–1953 – Zbigniew Wojakiewicz
- 1953–1955 – Tadeusz Gutkowski
- 1956 – Leszek Jucewicz
- 1957 – Leszek Błaszczyk
- 1957–1958 – Henryk Piasecki
- 1958–1960 – Ignacy Wirski
- 1960–1977 – Jerzy Szymański
- 1977–1990 – Czesław Pazera
- 1990–1995 – Tomasz Śrutkowski
- 1995–1999 – Zdzisław Szymocha
- 1999–2006 – Robert Sakowski
- 2006–2008 – Tomasz Gliniecki
- 2008–2016 – Ewa Bartnikowska
- od 2016 – Igor Hrywna
- od 2021 – Maciej Matera

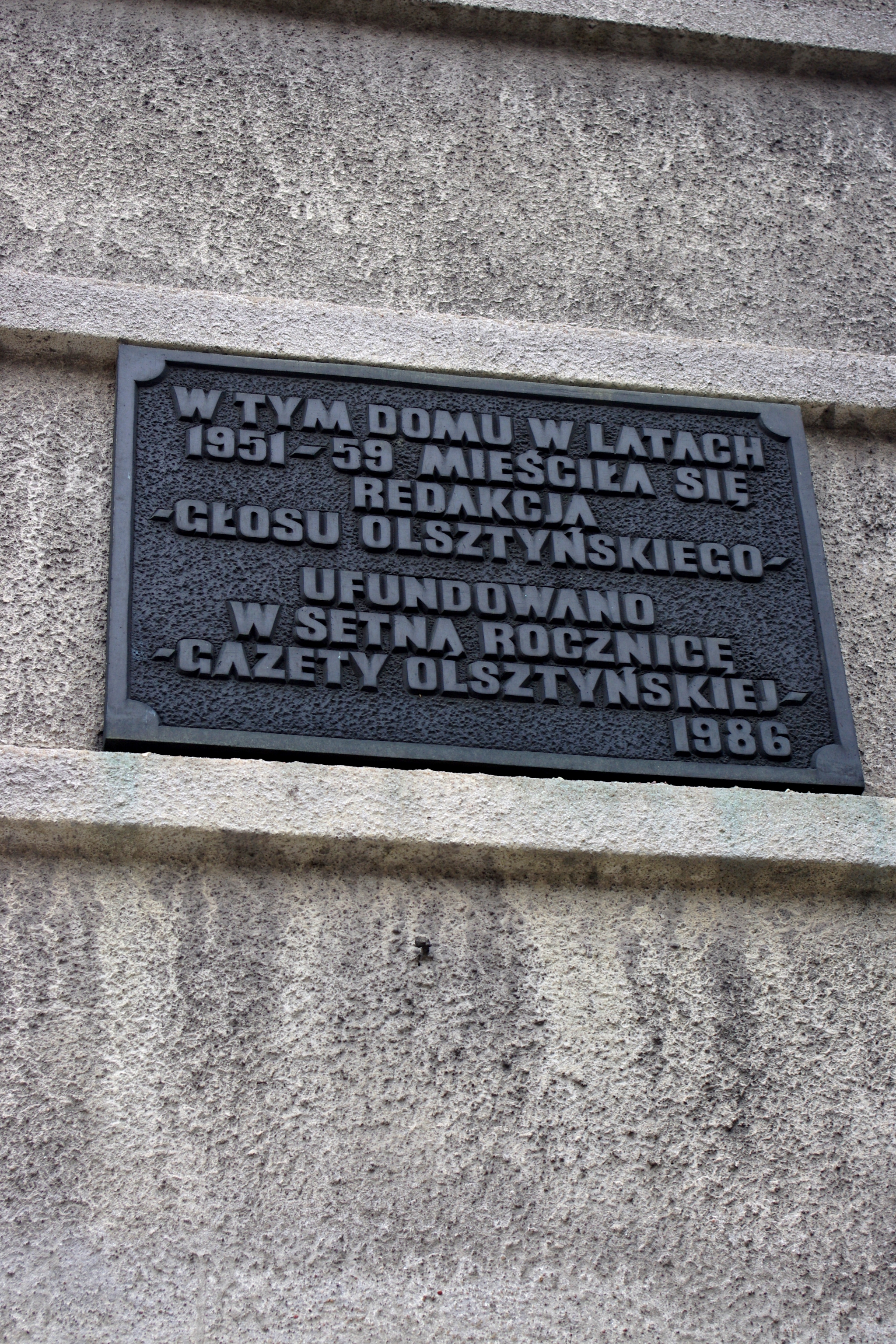
Tablica upamiętniająca redakcję „Głosu Olsztyńskiego” w latach 1951–1959 przy ul. Mazurskiej w Olsztynie

Jedynym honorowym redaktorem naczelnym Gazety Olsztyńskiej był Tadeusz Nowakowski, pisarz, dziennikarz BBC oraz Radia Wolna Europa. Wyróżnienie wręczył w 1991 Tomasz Śrutkowski.

## Lokalizacja redakcji Głosu Olsztyńskiego i Gazety Olsztyńskiej

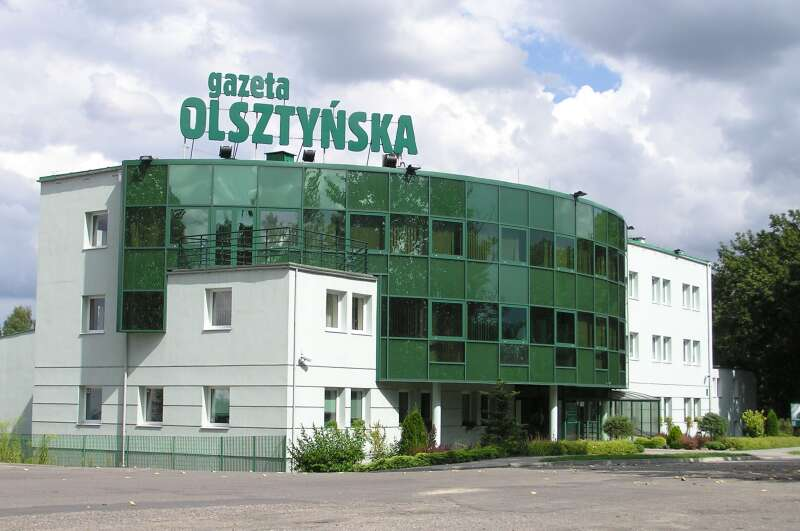
Obecna siedziba redakcji „Gazety Olsztyńskiej”

- 1951–1958 „Głos Olsztyński” – kamienica ul. Mazurska 1
- 1958–1970 „Głos Olsztyński” – budynek przy ul. Szrajbera 11
- 15 sierpnia 1970–2001 „Gazeta Olsztyńska” – budynek Olsztyńskich Zakładów Graficznych przy ul. Towarowej 2[5]
- od 2001 „Gazeta Olsztyńska” – ul. Tracka 5

## Drukarnia Głosu Olsztyńskiego i Gazety Olsztyńskiej
- Olsztyńskie Zakłady Graficzne (1951–1970) – ulica 22 Lipca 7 (teraźniejsza ul. 11 Listopada)
- Olsztyńskie Zakłady Graficzne (1970–1994) – ulica Towarowa
- Drukarnia spółki Edytor – ulica Sprzętowa
- Drukarnia spółki Edytor – ulica Tracka (22 listopada 1999)

## Wkładki do Gazety Olsztyńskiej
- dodatki cotygodniowe:
  - Automania
  - Dom i My
  - Gospodarcza Gazeta
  - Gazeta Sportowa
  - Praca i Edukacja
  - Reporter
  - Drobniak
  - Junior – bezpłatny tygodnik popularnonaukowy olsztyńskich podstawówek (wychodził od września 2007 do września 2009, dystrybuowany był niezależnie od Gazety Olsztyńskiej)

- dodatki comiesięczne:
  - Gazeta Uniwersytecka
  - Głos Eko
  - Warto! (wydawnictwo samodzielne)
  - Rolnicze ABC (wydawnictwo samodzielne)

- dodatki ukazujące się kilka razy w roku:
  - Dom od A do Z
  - Nowoczesne Mieszkanie od A do Z
  - Strefa Edukacji
  - Gazeta Samorządowa

- mutacja elbląska (wychodzi codziennie):
  - Dziennik Elbląski

- mutacja olsztyńska (wychodzi w piątek):
  - Olsztyn Dzień po Dniu

- tygodniki lokalne:
  - Gazeta Działdowska
  - Gazeta Giżycka
  - Gazeta Iławska
  - Gazeta Lidzbarska
  - Gazeta Morąska
  - Gazeta Nowomiejska
  - Gazeta Ostródzka
  - Gazeta Piska
  - Gazeta w Kętrzynie
  - Głos Lubawski
  - Głos Olecka
  - Goniec Bartoszycki
  - IKAT Gazeta Braniewska
  - Kurier Gołdapski
  - Kurier Mrągowski
  - Nasz Mazur
  - Nasza Gazeta Nidzicka
  - Nasza Warmia
  - Rozmaitości Ełckie
  - Węgorzewski Tydzień
  - Ziemia Elbląska

### Gazeta Uniwersytecka
Gazeta Uniwersytecka – bezpłatny dodatek do Gazety Olsztyńskiej i Dziennika Elbląskiego, ukazujący się w każdą pierwszą środę miesiąca. Wersja elektroniczna w formacie pdf dostępna jest na uniwersyteckiej stronie www.
Pierwszy numer ukazał się w marcu 2002. Początkowo wkładkę redagowali: Adam Jerzy Socha i Paweł Pietkun, w okresie późniejszym Stanisław Kryściński, a po nim Anna Mioduszewska. Ukazuje się regularnie w pierwsza środę miesiąca. Z dobrym skutkiem upowszechnia i kreuje pozytywny wizerunek olsztyńskiego uniwersytetu i całego środowiska akademickiego.
Gazeta Uniwersytecka w całości merytorycznie przygotowywana poza redakcją „Gazety Olsztyńskiej”. Ma pełnić misję kulturo- i opiniotwórczą, prezentować życie intelektualne, naukowe, kulturalne i sportowe UWM w Olsztynie.
Gazeta Uniwersytecka redagowana przez Annę Mioduszewską, prezentuje wydarzenia naukowe i kulturalne Uniwersytetu Warmińsko-Mazurskiego w Olsztynie. Zamieszczane są także artykuły, felietony, reportaże pracowników oraz studentów UWM. Ważnym elementem są artykuły popularyzujące wyniki badań naukowych prowadzonych przez doktorantów oraz pracowników uniwersytetu. W „Gazecie” publikowane są także ważne informacje dla studentów, jak i kandydatów na studia.
Anna Mioduszewska (redaktorka dodatku) w roku 2006 znalazła się wśród finalistów ogólnopolskiego konkursu „Popularyzator nauki”.
Stałe felietony pisali:
- prof. Ryszard Górecki,
- prof. Stanisław Czachorowski
- prof. Zbigniew Endler
- prof. Józef Dębowski
- dr Mariusz Rutkowski
- dr Krzysztof Szatrawski

Numery archiwalne Gazety Uniwersyteckiej dostępne są w formie elektronicznej (pdf) na stronie: archiwum oraz na stronie . W grudniu 2008 roku ukazał się ostatni numer Gazety Uniwersyteckiej, a dalsze wydawanie tego dodatku zostało zawieszone.